# Roland D.VI
Roland D.VI byl německý jednomístný jednomotorový stíhací dvouplošník užívaný v první světové válce. Letoun byl vyvinutý v továrně Luft-Fahrzeug-Gesellschaft (LFG).

## Vývoj
První prototyp letounu, 1000. letadlo postavené továrnou, poprvé vzlétl 13. října 1917. Stroj poháněl vodou chlazený řadový šestiválec Mercedes D.III o výkonu 118 kW, který poháněl také druhý, značně upravený prototyp. Z důvodu nedostatku těchto pohonných jednotek, s nímž měl typ označení D.VIa, byl do třetího prototypu instalován řadový šestiválec Benz Bz.IIIa, se kterým nesl označení Roland D.VIb. Výzbroj typu tvořily dva kulomety Maxim LMG08/15 ráže 7,92 mm na trupu před pilotem.
Od 20. ledna do 12. února 1918 probíhala v Adlershofu soutěž o zakázku na standardní stíhací letoun pro Luftstreitkräfte, kterou firma L.F.G. obeslala mimo jiné i dvěma prototypy D.VI. Letoun byl po jejím ukončení společně se stroji Rumpler D.I a Siemens-Schuckert D.III vybrán jako záložní typ pro Fokker D.VII. V únoru 1918 všechny tři prototypy zakoupil inspektorát letectva a objednal stavbu padesátikusové série D.VIa, kterou následovala objednávka z dubna na stejný počet D.VIb. Do září roku 1918 pak bylo celkem objednáno 353 exemplářů D.VI.

## Nasazení

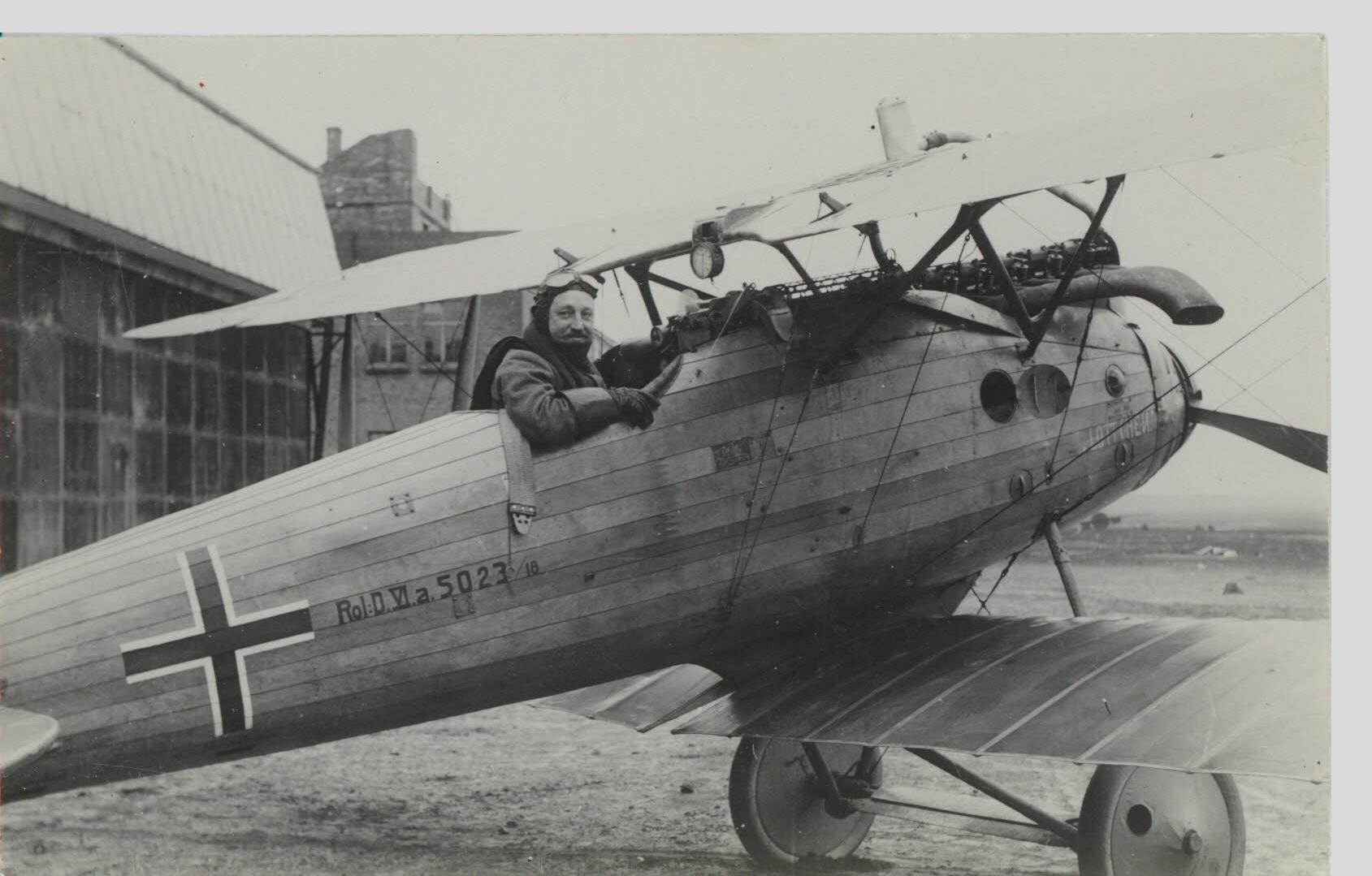
Roland D.VIa (5023/18) s testovacím pilotem Wilhelmem Eickhoffem

Prvních pět Rolandů D.VIa obdržela Jasta 35b 14. května 1918, po které následovaly útvary Jasta 23b, 32b a 33. Po několika kusech dostaly rovněž Jagdstaffeln 30 a 34b. Koncem června pak na západní frontě operovalo 55 D.VI, z toho 38 D.VIa.
Obě verze pak neuspěly při druhé soutěži stíhacích letadel, konané ve dnech 1. až 15. července 1918. Pouze nadporučík Hermann Göring dokázal na D.VIb s překomprimovaným motorem Benz Bz.IIIaö stoupat stejně rychle, jako Fokker D.VII a Pfalz D.XII s motory BMW.IIIa.
V posledních měsících války typ sloužil i u Jasta 17, 21, 24 a 59. Spolu s rozšiřující se výrobou Fokkerů D.VII byly Rolandy stahovány ze západní fronty na méně exponovaná místa. Sloužil však i jako cvičný až do podepsání příměří.
Po válce si z ukořistěných letounů ponechali několik D.VI Američané. Jeden z těchto strojů (7502/18) byl v roce 1919 testován na letišti McCook Field pilotem Louisem P. Moriartym.
Nejméně po jednom D.VIb získali Kanaďané a Japonci.

## L.F.G. Roland D.VIb v Československu
Chaotické poválečné situaci v Německu a Rakousku využívala spousta společností i jednotlivců k odprodeji vojenské techniky nejrůznějším zájemcům, většinou ze strany nově vytvořených států. Letecký sbor v Československu uzavřel s německou firmou Norddeutsche Importgesellschaft M.b.H z Hamburku prostřednictvím svého zástupce Dr. Kroegera smlouvu z 28. ledna 1920, která předpokládala mimo jiné dodání šesti stíhacích strojů Roland D.VIb. Společnost však nakonec do Československa dodala pouze dva letouny tohoto typu.

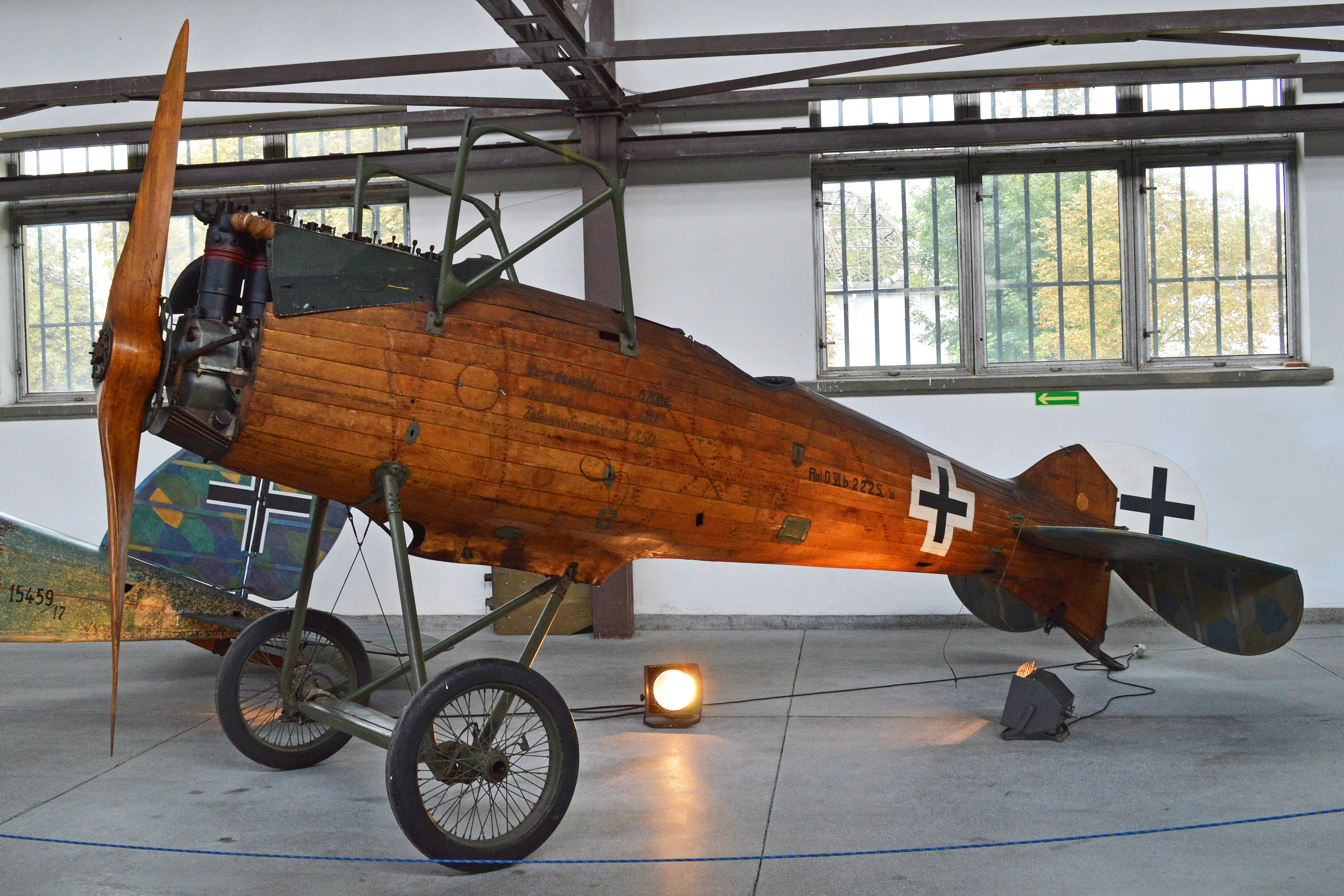
Trup Rolandu D.VIb (2225-18) v Muzeu polského letectví v Krakově

Roland D.VIb (2250/18, tov. č. 3984) přiletěl ke 4. letecké setnině dislokované na chebském letišti v únoru 1920. Již 11. března tohoto roku stroj přelétl pilot npor. Václav Kahovec do Prahy. Zde byla vystavena Průvodní kniha letadla a npor. Vilém Stanovský provedl kontrolní let. Následně byl letoun přidělen pilotní škole Náhradního praporu čs. voj. letectví v Praze, kde létal do 19. června 1920. Toho dne npor. Stanovský D.VIb poškodil při přistání do vysoké trávy. 10. července byl předán do opravy v Hlavních leteckých dílnách v Praze a opravený letoun do vzduchu znovu zvedl zalétávací pilot Alois Ježek 23. listopadu. Ten se stavem D.VIb nebyl spokojen, proto stroj zůstal nadále u HLD v Praze. Teprve 17. ledna 1921 při opakovaném záletu konstatoval pilot Ježek odstranění závad a MNO se rozhodlo předat opravený Roland do Vojenského leteckého učiliště v Chebu. Polní pilot Procházka z chebského letiště stroj převzal po kontrolním letu 26. ledna a o dva dny později odstartoval na svou domovskou základnu. V krátké vzdálenosti před samotným přistáním však letounu došlo palivo a při následném nouzovém přistání byl Roland opět poškozen. Oprava byla svěřena leteckým dílnám v Chebu, kde byla dohotovena koncem února 1921. Během záletu po opravě 28. února 1921 zjistil pilot Procházka ztrácení otáček motoru. Problémy karburátoru a zapalování prvního československého D.VIb vyústily do dalšího nouzového přistání 14. března při zkušebním letu pilota Procházky. Letadlo bylo opět předáno leteckým dílnám v Chebu a po opravě a zkušebním letu pilota Procházky 17. července 1921 létal u Pokračovací školy. Zde se za jeho řízením vystřídala plejáda významných čs. pilotů, např. tehdejší letmistři Brabenec a Dovolil, pozdější piloti ČSA, veteráni I. světové války piloti Bohumil Munzar, Jindřich Kostrba a Václav Kahovec, nebo slavný sportovní pilot JUDr. Lhota. Poslední let ve stavu československého vojenského letectva provedl tento letoun 9. července 1922, kdy byl zničen rtm. Machovcem při nouzovém přistání v Chebu.
Druhý L.F.G. Roland D.VIb (2253/18, tov. č. 3987) přistál na letišti 4. letecké setniny v Chebu 19. února 1920. Stroj byl do května 1920 uložen v chebském skladišti, kdy byl přelétnut do Prahy na letiště ve Vysočanech. Zde sloužil u pilotní školy až do 13. července 1920, kdy D.VIb při tvrdém přistání poškodil pilot Karel Levý. Letoun převzaly do opravy Hlavní letecké dílny v Praze a po opravě na podzim 1920 byl přelétnut zpět do Chebu k Pokračovací škole. 22. listopadu 1920 při startu ke školnímu letu Roland opět poškodil polní pilot Ludvík Pravda. Po výměně vrtule odstartoval 9. února 1921 na školní let por. Josef Řepka, který stroj při přistání rozbil. Opravy byly provedeny v Chebu, kde byl tento D.VIb v květnu 1921 zletuschopněn. Od 11. listopadu 1921 prodělával 2253/18 generální opravu v LD Cheb, která byla ukončena záletem 19. května 1922. Poté byl předán zpět Pokračovací škole. Již 22. července téhož roku však nebyl schopen letu pro poruchu motoru a 9. září byl do opravy předán rovněž drak. Druhý československý Roland D.VIb pak sloužil až do 15. září 1924, kdy byl pro nadměrné opotřebení rozhodnutím Ministerstva národní obrany zrušen.

## Uživatelé
- Československo
  - Československé letectvo
- Německá říše
  - Luftstreitkräfte
  - Kaiserliche Marine

## Specifikace (D.VIb)

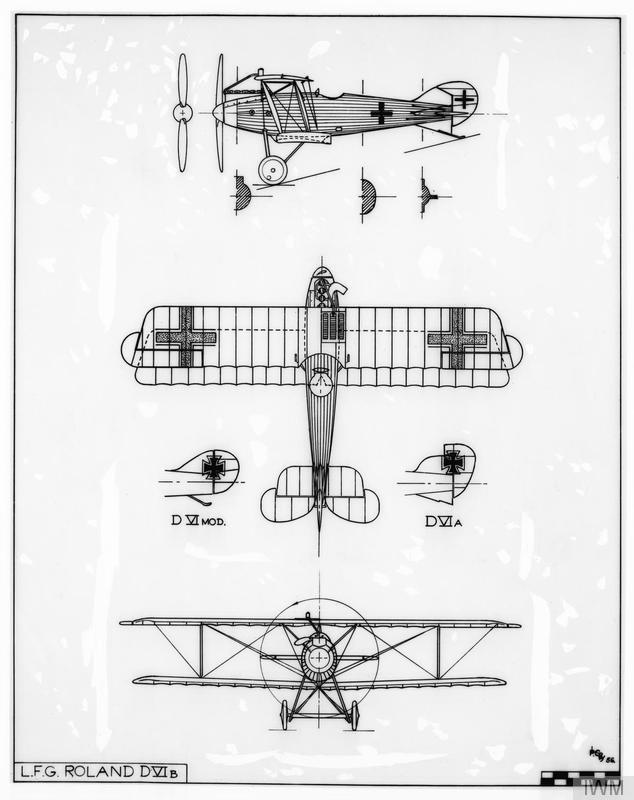
Roland D.VIb

Údaje podle

### Technické údaje
- Osádka: 1
- Rozpětí: 9,40 m
- Délka: 6,40 m
- Výška: 2,60 m
- Nosná plocha: 21,70 m²
- Hmotnost prázdného letadla: 670 kg
- Vzletová hmotnost: 850 kg
- Pohonná jednotka: 1 × vodou chlazený šestiválcový řadový motor Benz Bz.IIIa
- Výkon pohonné jednotky: 200 hp (150 kW)

### Výkony
- Maximální rychlost: 200 km/h
- Výstup do 2000 m: 4,9 min
- Výstup do 4000 m: 7,8 min
- Dostup: přes 6000 m
- Vytrvalost: 2 hod.

### Výzbroj
- 2 × synchronizovaný kulomet Spandau lMG 08 ráže 7,92 mm